# Лука з Пряшева
Лука́ з Пря́шева (лат. Lucas Murator de Aperias; помер бл. 1541) — майстер-будівничий. Згадується на роботах у Львові та Луцьку. 1539 року прийняв міське право Львова (громадянство), хоч імовірно жив і працював у місті значно раніше. У документах був записаний як Lucas Murator de Aperias. Від 1538 року походять дані, що споруджував у Львові оборонну башту на південь від бернардинського монастиря. Башта прямокутна в плані, з двома ярусами дзвіниць простояла до кінця XVIII ст. Відома під назвою «Бастея бернардинська». Від весни 1539 року разом із 7 товаришами, 2 учнями і 16 робітниками працював над відновленням вежі львівської ратуші. З роботами при ратуші збіглося його весілля. Наступного року роботи було завершено. 1540 року перебудував лазню при західному міському мурі. 1542 року завершено спорудження ще однієї башти, яку будував свого часу Лука — напроти Сокільницької вулиці (тепер вулиця Коперника). Згідно з угодою з архієпископом Юрієм Фальчевським, займався спорудженням королівського палацу та інших будівель Луцького замку. 1541 року архієпископ позивався вже до вдови будівничого у справі незавершених робіт.